# Voz de Israel
La Reqa (רק"ע, Reqa) es el servicio de la Kol Israel (קול ישראל, Kol Yisrael, Voz de Israel) para los inmigrantes y oyentes extranjeros. Emite en inglés, francés, ruso, bújaro, georgiano, juhuri, tigriña, yidis, ladino, español, rumano, húngaro, persa, amhárico y hebreo.

## Historia

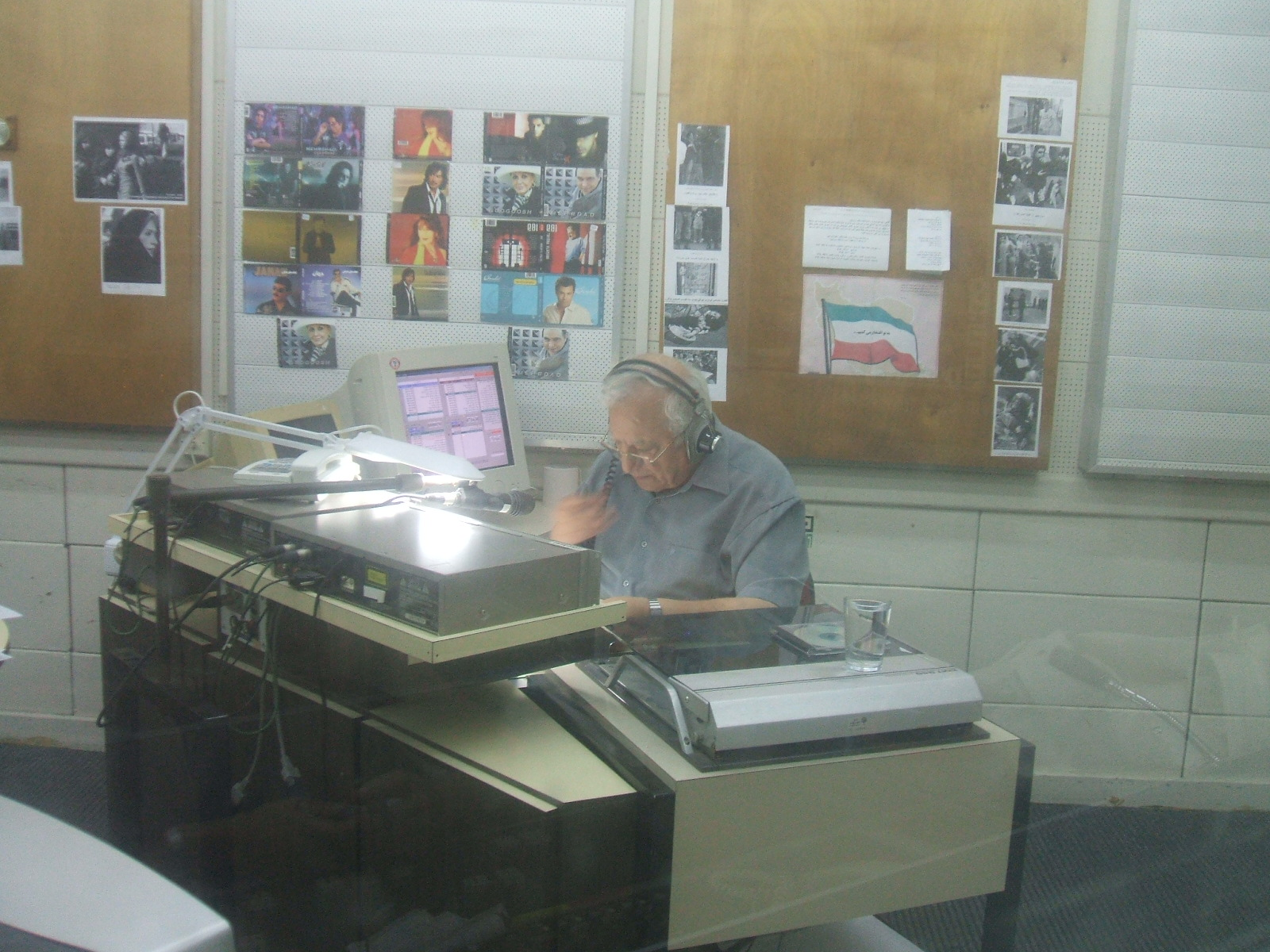
Estudio del servicio persa de la Voz de Israel.

La Reqa inició sus transmisiones en 1953. Durante la guerra fría fue una fuente de información para los judíos que vivían en el Bloque del Este y en los países árabes.
A partir del 1 de abril de 2008 se eliminaron las emisiones por onda corta de varios idiomas, incluyendo el español. Solamente se mantiene por onda corta el programa en persa dirigido a Irán. Sin embargo se puede escuchar por Internet (streaming) emisiones en español y en otros idiomas.